# Mongoose Publishing
La Mongoose Publishing è una casa editrice britannica di giochi di ruolo e wargame tridimensionali fondata nel 2001.

## Storia

### Inizi e d20 System
La Mongoose Publishing venne sfondata a Swindon in Inghilterra nel 2001 da Matthew Sprange e Alex Fennell. L'intenzione iniziale era di pubblicare le regole di un wargame tridimensionale scritto da Sprange, ma il progetto venne scartato dopo averne valutato i costi ritenuti eccessivi per i fondi della nuova società.
In quel periodo era appena iniziato il boom del d20 System in seguito alla pubblicazione della terza edizione di Dungeons & Dragons così la Mongoose decise di pubblicare anch'essa supplementi, sfruttando la d20 System Trademark License, che permetteva a terze parti di pubblicare supplementi usando il marchio d20 System. A differenza della maggior parte degli altri editori invece di pubblicare avventure, per le quali comunque Sprange che ne sarebbe stato l'autore non si sentiva preparato, iniziò pubblicando linea di manuali Slayer’s Guide, volumetti di 32 pagine ognuno dei quali era dedicato ad approfondire un singolo tipo di (il primo fu The Slayer’s Guide to Hobgoblin) La linea vendette molto bene e Fennell poté abbandonare il suo lavoro e diventare impiegato a tempo pieno della ditta, qualche mese dopo anche Sprange venne assunto a tempo pieno.
Alla Slayers's Guide si affiancò anche una linea dedicata a nuovi incantesimi e scuole di magia, la Encyclopaedia Arcane e una dedicata a luoghi esotici, la Travellers’ Tales (aperta inizialmente da Gladiator: Sands of Death, un volume che nei piani iniziali avrebbe dovuto essere a sé stante). Nel 2002 iniziò a pubblicare una linea di supplementi dedicati ad approfondire le classi di personaggi con nuove opzioni e specializzazioni, la linea Quintessential, che non a caso si presentava in copertina in modo da richiamare l'aspetto grafico della vecchia serie di manuali della TSR dedicata ad approfondire le classi della seconda edizione di AD&D, la linea Player’s Handbook Rules Supplements Per supportare la pubblicazione regolare di nuovi manuali la Mongoose assunse altri autori, invece di affidarsi a freelance, come era comune per molte case editrici dell'epoca ed aggiunse nuove linee tra cui la Supplementary Rulebook (equipaggiamento, classi di prestigio e altre regole), la Power Classes (nuove classi di personaggio) e la Classic Play
Nel 2002 iniziò la pubblicazione di propri manuali basati sulla licenza D20Stl. Il primo fu il Judge Dredd Roleplaying Game, basato sul fumetto Giudice Dredd (Judge Dredd), a questo seguì Sláine, The Roleplaying Game of Celtic Fantasy, sempre basato su un fumetto, quindi Armageddon: 2089 (un'ambientazione futuristica originale) e The Babylon 5 Roleplaying Game and Factbook, basato sulla serie televisiva Babylon 5

### Post d20 System
Nel 2003 con la crisi del marchio d20 iniziò a pubblicare nuovi regolamenti usando l'Open Gaming License (OGL), di questi Starship Troopers basato sul romanzo Fanteria dello spazio di Robert A. Heinlein e sui suoi adattamenti filmici e animati, Conan basato sul barbaro creato da Robert E. Howard e Babylon 5 ebbero un certo successo e furono supportati fino al 2009 con nuovi supplementi. Inaugurò inoltre una linea di manuali generici OGL per diversi tipi di ambientazione (cyberpunk, orrore, ecc... )
Il successo dei manuali di giochi di ruolo diede alla Mongoose le risorse per ritornare al progetto originario di pubblicare wargame tridimensionali e tra il 2004 e il 2009 pubblicò diversi regolamenti di wargame tridimensionale abbinate a proprie linee di miniature. Per qualche anno la pubblicazione di miniature arrivò a costituire una sostanziosa parte del fatturato della Mongoose, ma la loro importanza andò nuovamente calando e per il 2009 solo la linea Victory at Sea dedicata alle battaglie navali della seconda guerra mondiale era ancora attiva.
Verso la fine de 2006 la Mongoose decise di installare un proprio impianto di stampa moderno, che nelle intenzioni avrebbe dovuto permettere di stampare in alta qualità, a prezzi concorrenziali con quelli cinesi e in parallelo a questo acquisto lanciò il programma Flaming Cobra che offriva a piccoli editori di giochi di ruolo la possibilità di usare il loro nuovo impianto di stampa
L'impianto che avrebbe dovuto essere operativo per settembre 2006 entrò in funzione solo all'inizio del 2007 e fu perseguitato da continui problemi tecnici: i libri stampati risultarono di una qualità di stampa inferiore a quella prevista e con problemi di rilegatura. La Mongoose tentò per un certo periodo di risolvere i problemie, ma infine nel febbraio 2018 abbandonò il progetto.
Nel frattempo aveva comunque stampato alcuni manuali, tra cui Cthulhutech della WildFire, Nephandum dell'Asterion Press e Spycraft della Crafty Game, e decise di mantenere in esistenza il programma, affidando però la stampa ad appaltatori esterni come in precedenza.
Il programma durò fino al 2012, per poi andare ad esaurirsi. Tra i giochi pubblicati con questa etichetta vi furono Dragon Warriors (2008) della Magnum Opus Press, Noctum della Wicked World Games, Corporation (2009) della Brutal Games, Earthdawn (2009) della RedBrick e un breve ritorno della linea Quintessential per la quarta edizione di D&D pubblicata dalla Asterion Press.

### Paranoia, RuneQuest e Lupo Solitario
Negli anni seguenti inizia la pubblicazione due nuove linee di giochi di ruolo Paranoia (Allen Varley, 2004) e RuneQuest (2006). I diritti per Paranoia vennero acquisiti dagli autori originali, Greg Costikyan e Eric Goldberg, che li avevano recuperati dopo il fallimento del primo editore, la West End Games Lo sviluppo e la cura della linea Paranoia fu affidata tra i candidati proposti da Costikyan e Goldberg ad Allen Varney, che aveva già lavorato su diversi supplementi di Paranoia per la West End Games I diritti per RuneQuest vengono invece acquisiti dall'autore originale Greg Stafford, ma la nuova edizione viene ambientata in un'epoca differente da quella classica di Glorantha (l'ambientazione tradizionalmente associata a RuneQuest) perché questa era già usata da HeroQuest (Robin D. Laws, 2003) della Issaries
RuneQuest ha successo e diventa la principale linea della Mongoose, che la supporta anche con supplementi generici non legati all'ambientazione specifica di HeroQuest ed con ulteriori ambientazioni, come Fritz Leiber’s Lankhmar (2006) basata sulla saga di Fafhrd e il Gray Mouser di Fritz Leiber, una nuova versione di Sláine (2007) e Hawkmoon: The Roleplaying Game (Gareth Hanrah, 2007) Con l'arrivo di Lawrence Whitaker, autore che aveva lavorato sul gioco di ruolo basato su Elric di Melniboné della Chaosium la Mongoose chiude una doppia trattativa per cui la Chaosium abbandonò la licenza su Elric e la Mongoose ne acquisì una nuova per pubblicare una versione con il regolamento RuneQuest di Elric of Melniboné (2007) da Michael Moorcock, autore della saga. Complessivamente la Mongoose pubblicò una quarantina di supplementi per RuneQuest tra il 2006 e il 2009, di cui la maggior parte per Glorantha e propose anche (senza successo) una licenza simile all'OGL per terze parti che volessero pubblicare materiale compatibile con RuneQuest.
Nel 2007 acquisisce la licenza per i librogame di Lupo Solitario di Joe Dever, di cui aveva già pubblicato un gioco di ruolo con licenza OGL nel 2004, e annuncia un piano ambizioso per pubblicare una serie di 32 volumi rilegati, che avrebbero anche espanso quelli già pubblicati (all'epoca dell'acquisizione della licenza erano stati pubblicati 28 volumi da altri editori) Le pubblicazioni iniziarono rapidamente con tre libri nel 2007, ma andarono poi rallentando e per il 2012 erano stati pubblicati diciassette volumi e dopo che nel 2013 non fu pubblicato alcun volume, Dever ritirò la licenza di pubblicazione. Nel frattempo la Mongoose aveva comunque anche pubblicato Lone Wolf Multiplayer Gamebook, un ulteriore gioco di ruolo basato su Lupo Solitario.
L'anno successivo pubblica Traveller Core Rulebook, una nuova edizione del decano dei giochi di ruolo di fantascienza Traveller, su licenza di Marc W. Miller, che diventa rapidamente la linea principale prodotta dalla Mongoose. Oltre a supplementi generici per Traveller e la sua ambientazione tradizionale Mongoose pubblicò anche ambientazioni altre ambientazioni basate sullo stesso sistema: Judge Dredd (2009) e Strontium Dog (2009) su licenza del Rebellion Group, Hammer’s Slammers basato sull'omonima serie di David Drake, Universe of Babylon 5 (2009) basato sull'omonima serie televisiva e una nuova edizione del vecchio gioco di ruolo 2300 AD (2012) della Game Designers' Workshop
Nel 2010 RuneQuest fu rinnovato con una seconda edizione, RuneQuest II, che reintrodusse una magia più simile a quella originale e ridiede importanza ai culti. Furono pubblicati circa una ventina di manuali per la seconda edizione, rinnovate anche le ambientazioni di Lankhmar e Elric di Melniboné e pubblicate due nuove ambientazioni, Deus Volt (Gareth Hanrahan, 2010) e Wraith Recon (Peter Nash, 2010),. La Mongoose avrebbe voluto anche pubblicare un'edizione di Conan con le regole di RuneQuest II, ma non riuscì ad ottenere una nuova licenza.

### Crisi
Nel settembre 2008 la Mongoose si unisce al Rebellion Group. Questo permise loro di stampare giochi di ruolo basati sulle proprietà del gruppo, ma in contropartita si ritrovò a poter produrre solo giochi di ruolo (mentre a causa della crisi generale del settore avrebbe voluto tornare a produrre miniature) e a dover gestire un carico burocratico e manageriale molto maggiore, così nel 2010 decide di lasciare il gruppo. In conseguenza di ciò incorse in gravi problemi economici, le banche congelarono per alcuni mesi i suoi conti e la Mongoose fu forzata a ridurre il personale, che si ridusse da nove a quattro persone (tra cui un dipendente storico come Gareth Hanrahan) e a doversi affidare maggiormente ad autori freelance esterni.
Alla fine del 2010 Whitaker si licenziò e poco dopo la licenza per la pubblicazione di RuneQuest fu ritirata. In seguito a ciò si licenziò anche Peter Nash, che poco dopo formò con Lawrence Whitaker una propria compagnia per pubblicare RuneQuest 6, con una nuova licenza. La linea di Paranoia si esaurisce nel 2012 e a inizio 2013 Dever insoddisfatto del rallentamento nella pubblicazione dei librogame di Lupo Solitario ritira la licenza alla Mongoose.
Nel 2011 comunque inizia a pubblicare diverse linee di wargame tridimensionali e miniature collegate: Call to Arms: Noble Armada (ambientato nell'universo di Fading Suns), A Call to Arms: Star Fleet (ambientato nell'universo di Star Fleet Battles), Judge Dredd Miniatures Game e pubblica una nuova versione del regolamento di RuneQuest II con il titolo di Legends,

## Giochi e altri prodotti

### Wargame tridimensionali
- Matthew Sprange, Babylon 5: A Call to Arms, 2004. Basato sulla serie televisiva Babylon 5
- Andy Chambers, Starship Troopers: The Miniatures Game, 2005. Basato sul romanzo di fantascienza Fanteria dello spazio e sulle serie televisive e film derivati
- Matthew Sprange, Victory at Sea, 2006. Battaglie navali nella seconda guerra mondiale
- Matthew Sprange, Battlefield Evolution, 2007. Combattimenti a livello di squadra tra eserciti moderni nel prossimo futuro.
- Michael Renegar e Matthew Sprange, Mighty Armies. Wargame fantasy prodotto in collaborazione con Rebel Minis.
- Agis Neugebauer, Battlefield Evolution: World at War, 2008. Ambientato nella seconda guerra mondiale
- David Manley, Victory at Sea: Age of Dreadnoughts, 2009. Battaglie navali dal periodo dei dreadnought fino alla prima guerra mondiale
- Matthew Sprange, A Call to Arms: Star Fleet, 2011. In collaborazione con l'Amarillo Design Bureau, basato sull'universo di Star Fleet Battles)
- Matthew Sprange, Noble Armada: A Call to Arms, 2011. Ambientato nell'universo di Fading Suns
- Matthew Sprange, Judge Dredd Miniatures Game, 2011. Basato sul fumetto Giudice Dredd (Judge Dredd)

### Giochi di ruolo
- Slayers Guide. Serie pubblicata tra il 2001 e il 2002, dedicata ad approfondire in ogni numero uno specifico mostro per il d20 System. Comprende anche alcuni numeri umoristici come la The Slayer's Guide to Female Gamers o The Slayer's Guide to Games Masters. Complessivamente sono stati pubblicati 32 numeri
- Travellers' Tales. Serie per il d20 System dedicata ad avventure marine e luoghi esotici. Pubblicata tra il 2001 e il 2002 per complessivi sei numeri.
- Quintessential. Serie di manuali per il d20 System dedicata ognuno ad approfondire una specifica classe o razza con nuove opzioni, pubblicata tra il 2002 e il 2003 per complessivi 22 numeri.
- Encyclopedia Arcane. Serie di manuali per il d20 System pubblicati tra il 2001 e il 2004 ognuno dedicato ad approfondire una scuola di magia o comunque un argomento legato alla magia, come i familiari o i tomi magici.
- Power Classes. Serie di manuali pubblicati tra il 2002 e il 2003, ognuno dei quali presenta una nuova classe, per complessivi dodici numeri.
- * Ultimate. Serie di manuali per il d20 System di argomenti vari (nuovi talenti, schede personaggi, nuovi equipaggiamenti, ecc...). Pubblicata tra il 2002 e il 2005 per complessivi 14 volumi.
- Serie Cities of Fantasy
  - Wil Upchurch, Skraag: City of Orcs, 2002
  - Patrick Younts, Stormhaven: City of a Thousand Seas, 2002
  - Alejandro Melchor, Highthrone: City of the Clouds, 2002
  - Patrick Younts, Stonebridge: City of Illusions
- Matthew Sprange, The Judge Dredd Roleplaying Game, 2002
- Ian Sturrock, Sláine: The Roleplaying Game of Celtic Heroes, 2002. Basato sul fumetto Sláine
  - Sam Witt, Sheoloth: City of the Drow, 2003
- Ian Sturrock, Armageddon: 2089, 2003. Combattimenti tra mecha nel futuro.
- Quintessential II: Advanced Tactics. Serie seguito di Quintessential, pubblicata nel 2004 per complessivi 13 numeri.
- August Hahn, Matthew Sprange, Babylon 5 Roleplaying Game, 2004. Basato sulla serie televisiva Babylon 5. Medaglia d'argento ENnie Awards 2004 per il miglior prodotto su licenza[24]
- Serie Classic Play, serie di manuali per il d20 System pubblicata dal 2003 al 2005. Ogni numero approfondisce un diverso soggetto (dragoni, l'inferno, i piani esterni, avventure marine, ...)
- August Hahn, OGL CyberNet, 2003
- Gareth Hanrahan, OGL Horror, 2003
- Adrian Bott, OGL Ancients, 2004
- Alejandro Melchor, OGL Steampunk, 2004
- Gareth Hanrahan, OGL Wild West, 2004
- August Hahn, Lupo Solitario — il gioco di ruolo (Lone Wolf: The Roleplaying Game, 2004
- Allen Varney, Paranoia XP, 2004
- K. Scott Agnew, Jeremiah: The Roleplaying Game, 2004. Basato sulla serie televisiva Jeremiah.
- Ian Sturrock, Conan il gioco di ruolo (Conan: The Roleplaying Game, 2004. Basasto sul ciclo di Conan il barbaro. Pubblicato in italiano dalla Stratelibri/Wyrd Edizioni nel 2006.[25]
- Gareth Hanrahan, Infernum, 2005. Un gioco di ruolo ambientato nell'inferno
- August Hahn, Starship Troopers: The Roleplaying Game, 2005
- Lawrence Whitaker, Elric of Melnibone, 2007
- James Desborough, Macho Women with Guns, 2003. Nuova edizione con regolamento OGL di Maschiacce armate pesantemente (Greg Porter, 1994)
- Mischa L Thomas, Noctum, 2008. Traduzione di un gioco di ruolo horror svedese
- Matthew Sprange, Traveller, 2008
- Joe Dever e Matthew Sprange, Lone Wolf Multiplayer Game Book, 2010
- Kevin Crawford, Stars Without Number, 2011.

### Riviste
- Signs & Portents. House organ pubblicato dal 2003 e mirato a supportare i prodotti della Mongoose e per offrire prodotti generici basati sul d20 System[26] Dal 2005 è stato pubblicato solo in formato digitale[26]. L'ultimo numero pubblicato è il 93 di giugno 2011.
- EN World Gamer. Pubblicato in collaborazione con il sito EN World nell'ottobre 2004 e durato solo due numeri, più un terzo pubblicato solo online[27].